# 能代ロケット実験場

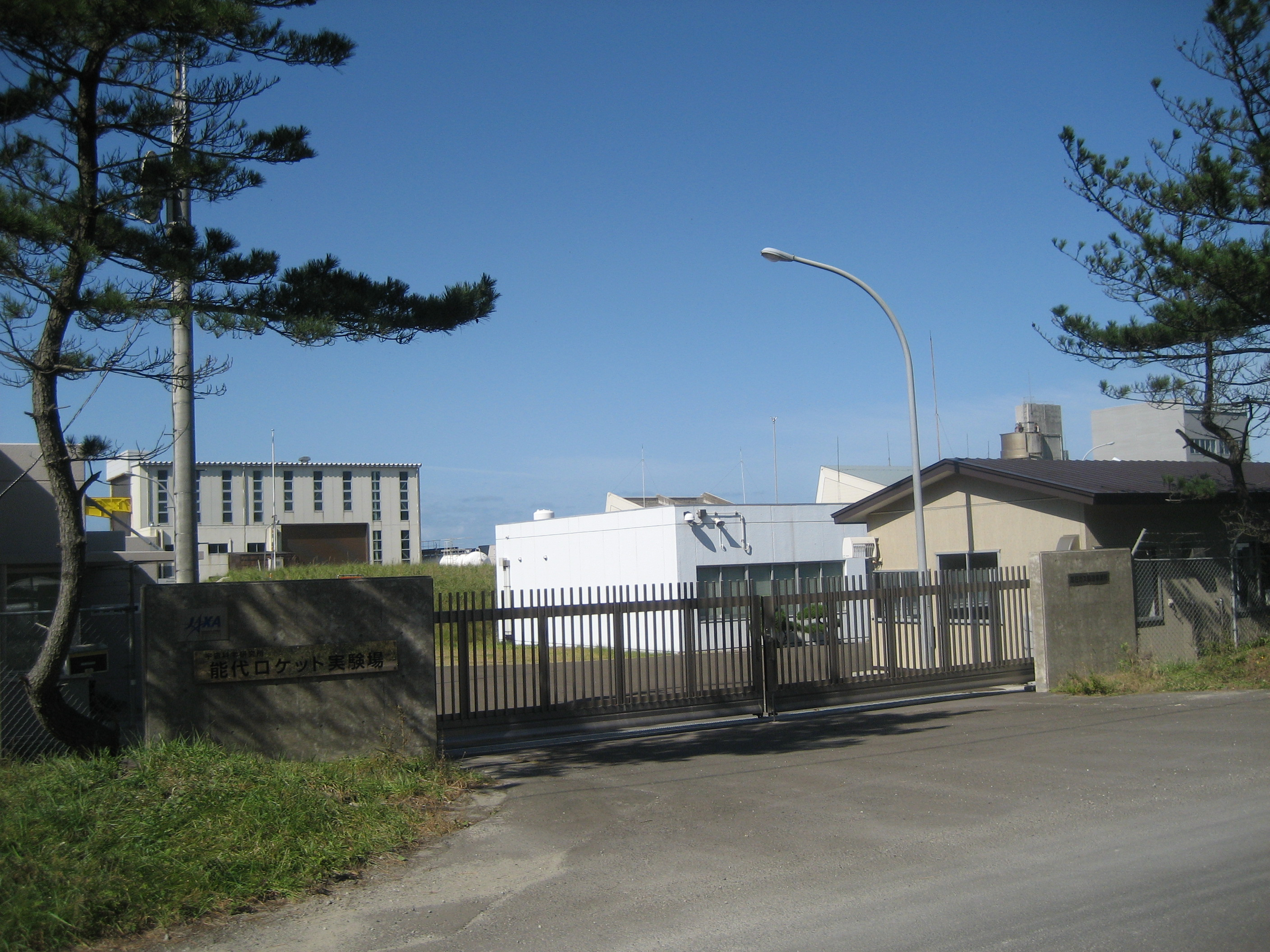
能代ロケット実験場

能代ロケット実験場（のしろロケットじっけんじょう、英：Noshiro Rocket Testing Center）は、秋田県能代市に位置する、独立行政法人宇宙航空研究開発機構（JAXA）の施設。宇宙科学研究所の管理下に置かれている。

## 概略
内之浦宇宙空間観測所から打ち上げられる観測ロケット、ミューロケットの研究開発に必要な各種固体ロケットモータの地上燃焼試験を行うため、1962年に東京大学生産技術研究所（後の宇宙科学研究所）付属施設、能代ロケット実験場として開設された。JAXA統合時に宇宙輸送ミッション本部の管轄となり、名称も能代多目的実験場へ変更となったが、2011年4月1日から宇宙科学研究所へ移管され、名称も元の能代ロケット実験場へ戻された。
1975年から液体酸素・液体水素ロケットエンジンの研究開発が開始され、その基礎実験を行うための施設設備が増設された。その後M-Vロケット開発計画の開始に伴い、1990年度から関連施設設備の拡充・更新が勧められ、1992年度までに大型固体モータ大気燃焼試験棟、上段モータ高空性能試験設備が竣工された。M-Vロケットのモータの地上燃焼試験はすべてここで行われた。
また1988年からはエアターボラムジェット（ATR）エンジンの研究開発が開始され、1992年にはこの能代ロケット実験場で地上・静止状態における燃焼試験に成功している。1998年からは再使用ロケット実験（RVT）も開始され、実験機の離着陸試験も行われている。
更に2025年に向けて液体水素の貯蔵庫をはじめとした施設を建造し、液体水素を用いた脱炭素燃料の実験拠点へと拡張する予定である。

### 真空燃焼試験設備爆発事故

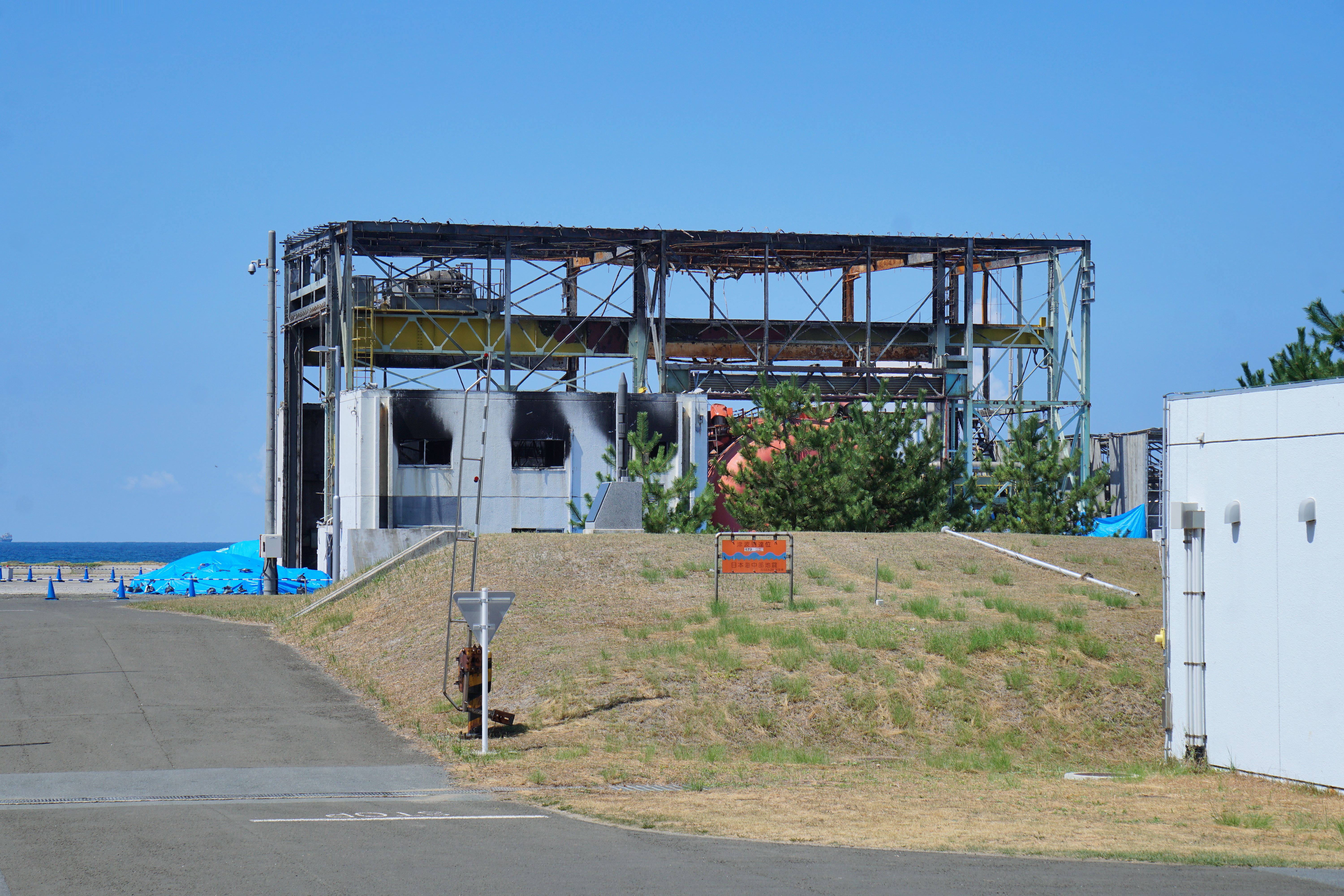
全焼した建屋

2023年7月14日、イプシロンSロケット第2段モータ(E-21)燃焼試験中に爆発事故が発生した。爆発による人的被害や第三者物的被害の報告は挙がっていないが、建屋をはじめとした真空槽などの真空燃焼試験棟内外がほぼ全面的に損壊した。但し爆発による飛散物は現在大部分が回収されている。
爆発はモーターケース後方ドームが起点であり、爆発原因としてモーターケースに何らかの熱的に過剰な負荷がかかり構造部材が許容温度を超えた為に破壊・爆発に至ったと推定している。そのほかの要因として、推進役燃焼異常・インシュレーション断熱不良という可能性にも言及している。
11月29日時点でJAXAは真空燃焼試験棟の修復は困難だとして解体・更地化が決定しており，再建の見通しは立っていない。

## 設備
日本海に面した南北に細長い敷地に各種設備が設置されている。最大で1kmの保安距離を確保できる。主な試験設備に
- 大型大気燃焼試験棟
- 真空燃焼試験棟
- 竪型燃焼試験棟
- 極低温推進剤試験棟
- エアターボ・ラムジェットエンジン試験設備

など

## 公認キャラクター
えきすいちゃん
液体ロケットの推進材に使用される液体水素がモチーフとなっているキャラクター。
能代ロケット実験場の公認キャラクターとして2023年8月18日に公開。